# Лагеревское болото
Лагеревское болото — низинное болото и особо охраняемая природная территория, находится в 1 км к северо-западу от деревни Лагерево (Салаватский район Республики Башкортостан). Площадь болота — 1600 га. Средняя мощность торфяного слоя — 5,3 метра.
Имеет смешанный характер питания. Поверхность болота занята зарослями берёз низкой и пушистой, ивы пепельной, олхи серой, а также мхами. Отмечено произрастание редких видов, включённых в региональную Красную книгу: схенуса ржавого, дремлика болотного, кокушника ароматнейшего, багульника болотного, ивы грушанколистной, мытника скипетровидного, пальчатокоренника Руссова. Из числа видов фауны обитают бобр речной, лось, журавль серый, кулики.
Охраняемая площадь — около 200 га. Статус особо охраняемой природной территории присвоен 21.07.2005 Распоряжением Правительства Республики Башкортостан от 21.07.2005 г. № 673-р (пункт 22).